# 韋塞萊 (莫洛昌斯克市鎮)
47°11′27″N 35°43′56″E / 47.19083°N 35.73222°E
韋塞萊（烏克蘭語：Веселе），是位於烏克蘭東南部的村莊，由扎波羅熱州波洛希區的莫洛昌斯克市鎮負責管轄，始建於1930年，面積51.7平方公里，海拔高度68米，2001年人口430，人口密度每平方公里8.3人。